# Bodianus frenchii
Bodianus frenchii е вид бодлоперка от семейство Labridae. Видът е почти застрашен от изчезване.

## Разпространение и местообитание
Разпространен е в Австралия.
Среща се на дълбочина от 10 до 40 m.

## Описание
На дължина достигат до 45 cm.
Популацията на вида е намаляваща.